# منابع طبیعی کانادا
منابع طبیعی کانادا (به انگلیسی: Canadian Natural Resources) شرکت نفت و گاز کانادایی است، که در زمینه اکتشاف و تولید نفت و گاز، همچنین تولید محصولات پتروشیمی فعالیت می‌کند.
شرکت منابع طبیعی کانادا در سال ۱۹۷۳ تأسیس شد و در حال حاضر عملیات اصلی این شرکت در میادین نفتی مستقر در غرب کانادا، مخازن فراساحلی آفریقای غربی و دریای شمال می‌باشد.
دفتر مرکزی این شرکت در شهر کلگری، آلبرتا قرار دارد و دفاتر بین‌المللی آن، در آلبرتا، بریتیش کلمبیا و ساسکاچوان مستقر می‌باشند. دفاتر بین‌المللی این شرکت نیز در گابن، ساحل عاج و ابردین قرار گرفته‌اند.
بخشی از سهام شرکت منابع طبیعی کانادا در بازار بورس نیویورک و بازار بورس تورنتو معامله می‌شود. شرکت منابع طبیعی کانادا در سال ۲۰۰۹ در فهرست فوربز جهانی ۲۰۰۰ در رتبه ۲۵۱ از بزرگترین شرکت‌های عمومی جهان قرار داشت.